# Nancy Greene
Nancy Catherine Greene Raine (Ottawa, 11 maggio 1943) è un'ex sciatrice alpina, allenatrice di sci alpino e politica canadese.
Durante la sua carriera agonistica vinse le prime due edizioni della Coppa del Mondo, nel 1967 e nel 1968; nel suo palmarès figurano inoltre l'oro olimpico e iridato nello slalom gigante e quello iridato nella combinata vinti a Grenoble 1968, due Coppe del Mondo di slalom gigante e numerose classiche dello sci alpino. Dal 2009 al 2018 è stata membro del Senato del Canada.

## Biografia
È sorella di Elizabeth e madre di Willy Raine, a loro volta sciatori alpini.

### Carriera sciistica

#### Stagioni 1959-1964
Sciatrice polivalente soprannominata "tigre" per via del suo stile particolarmente aggressivo durante le gare e membro della nazionale canadese dal 1959, esordì in campo internazionale agli VIII Giochi olimpici invernali di Squaw Valley 1960, classificandosi 22ª nella discesa libera, 26ª nello slalom gigante, 31ª nello slalom speciale e 15ª nella combinata, disputata in sede olimpica ma valida solo per i Mondiali 1960; due anni dopo, ai Mondiali di Chamonix 1962, si piazzò 5ª nella discesa libera, 18ª nello slalom gigante, 29ª nello slalom speciale e 18ª nella combinata.
Nel 1963 alle Vail Trophy Races (Vail, 9-10 febbraio) fu 2ª nella discesa libera, nello slalom speciale e nella combinata; l'anno dopo ai IX Giochi olimpici invernali di Innsbruck 1964 si classificò 7ª nella discesa libera, 16ª nello slalom gigante, 15ª nello slalom speciale e 8ª nella combinata, disputata in sede olimpica ma valida solo per i Mondiali 1964.

#### Stagioni 1965-1966
Nel 1965 vinse la discesa libera, lo slalom speciale e la combinata della Roch Cup (Aspen, 29-31 gennaio), lo slalom gigante e lo slalom speciale degli US open (Crystal Mountain, 1-4 aprile), lo slalom speciale della Far West-Kandahar (Alpine Meadows, 11 aprile) e lo slalom gigante del trofeo Silver Belt (Sugar Bowl, 25 aprile).
Nel 1966 si aggiudicò lo slalom speciale delle Silberkrugrennen (Badgastein, 20 gennaio) e quello disputato a Farellones il 17 luglio; ai successivi Mondiali di Portillo 1966 si piazzò 4ª nello slalom gigante, 7ª nello slalom speciale e non completò la discesa libera.

#### Stagioni 1967-1968
In Coppa del Mondo vinse la sua prima gara in occasione dell'evento inaugurale del massimo circuito internazionale femminile, lo slalom speciale di Oberstaufen del 7 gennaio 1967; a fine stagione si aggiudicò sia la Coppa del Mondo generale (con 4 punti di margine su Marielle Goitschel) sia quella di slalom gigante (con 10 punti di vantaggio su Erika Schinegger e fu 3ª in quella di slalom speciale (a 5 punti dalle vincitrici a pari merito Annie Famose e Marielle Goitschel). I suoi podi stagionali furono 9 con 7 vittorie, tra le quali la discesa libera e lo slalom gigante delle SDS-Rennen di Grindelwald l'11 e il 13 gennaio e lo slalom gigante del Bud Werner Memorial di Vail il 19 marzo.

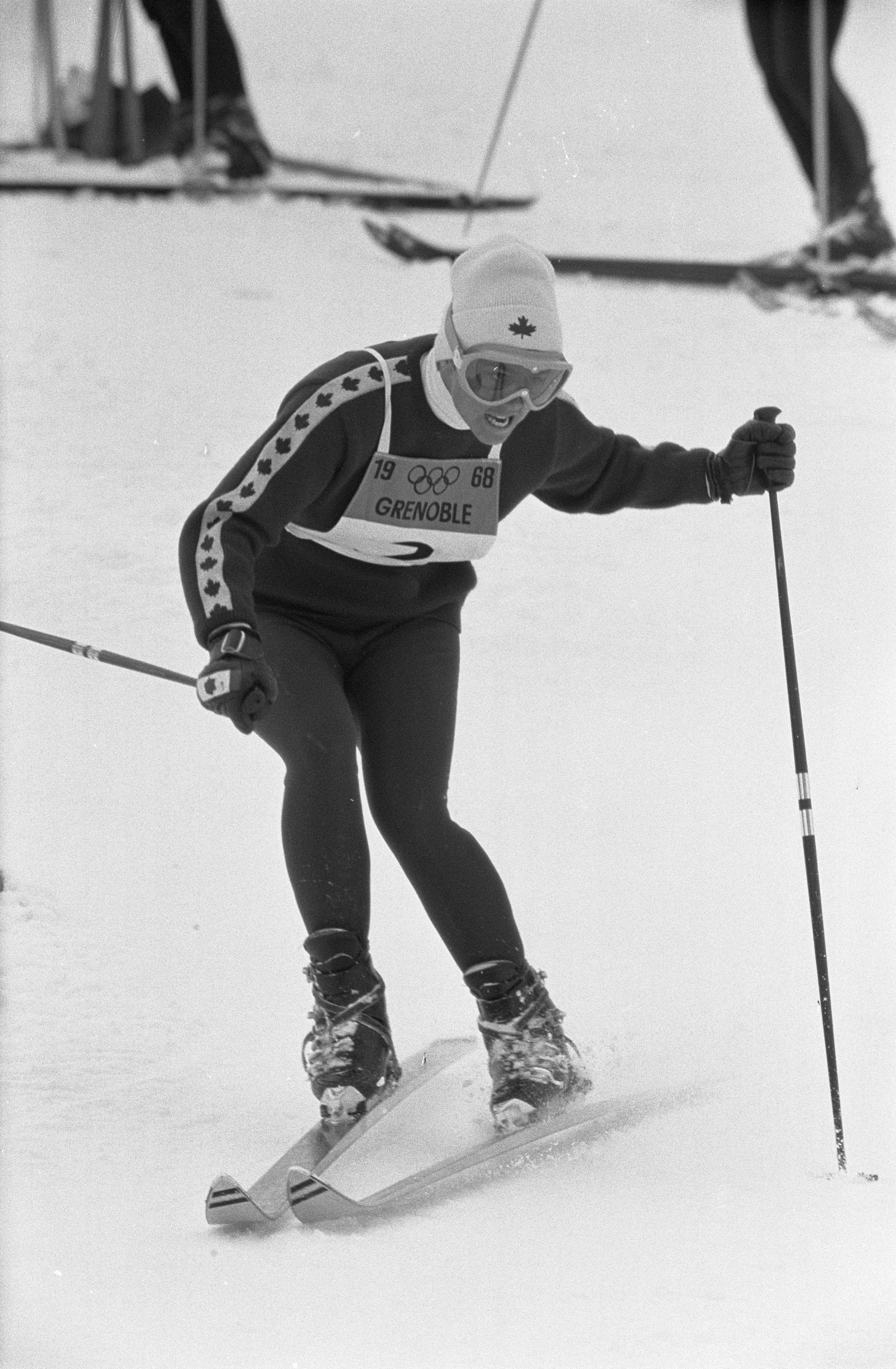
Nancy Greene in gara nello slalom speciale dei X Giochi olimpici invernali di

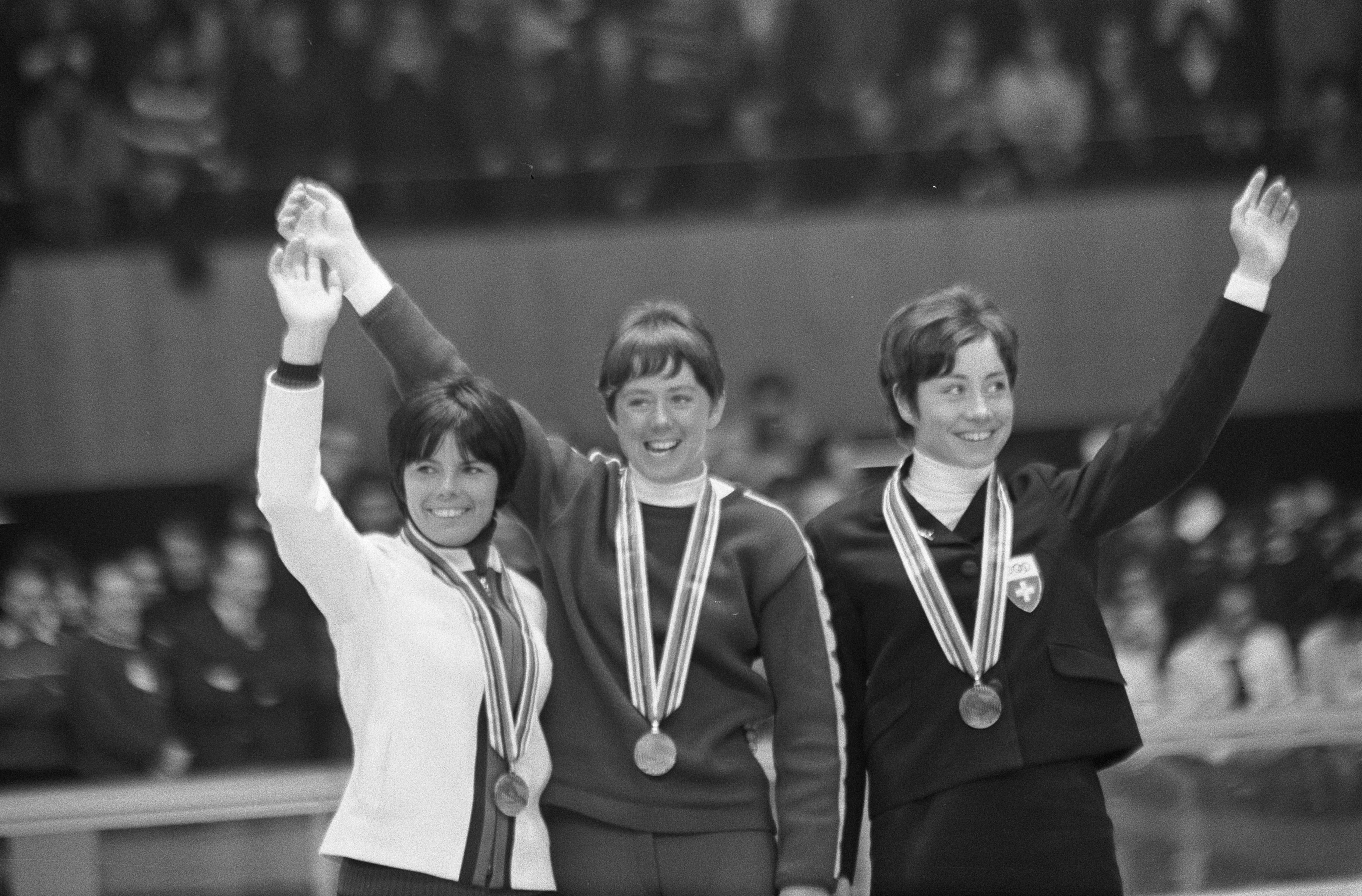
Il podio dello slalom gigante femminile ai X Giochi olimpici invernali di : da sinistra, Annie Famose (argento), Nancy Greene (oro) e Fernande Bochatay (bronzo)

Ai X Giochi olimpici invernali di Grenoble 1968, sua ultima partecipazione olimpica e iridata, dopo esser stata portabandiera del Canada durante cerimonia di apertura vinse sia la gara di slalom gigante, valida anche per la Coppa del Mondo 1968 e per i Mondiali 1968, sia quella di combinata, disputata in sede olimpica ma valida soltanto ai fini iridati; si aggiudicò inoltre la medaglia d'argento nello slalom speciale e si classificò 10ª nella discesa libera. In quella stessa stagione 1967-1968 in Coppa del Mondo bissò i successi nelle classifiche assoluta e di slalom gigante, rispettivamente con un vantaggio di 22 punti su Isabelle Mir e di 10 su Fernande Bochatay; i suoi podi stagionali furono 11 con 7 vittorie, tra le quali la discesa libera delle SDS-Rennen di Grindelwald (10 gennaio), la discesa libera del trofeo Arlberg-Kandahar di Chamonix (23 febbraio; in quell'occasione si aggiudicò anche lo slalom speciale e la combinata, non validi per la Coppa del Mondo), la discesa libera, lo slalom gigante e lo slalom speciale della Roch Cup di Aspen (15-17 marzo) e lo slalom gigante della Coupe du Maurier (Rossland, 31 marzo), suo ultimo successo in carriera. Sempre nella stagione 1968 vinse anche la discesa libera, lo slalom gigante, lo slalom speciale e la combinata del Bud Werner Memorial (Sun Valley, 22-24 marzo), non validi per la Coppa del Mondo; il 6 aprile si congedò dalle competizioni con l'ultimo podio in Coppa del Mondo, il 2º posto ottenuto nello slalom speciale disputato a Heavenly Valley.

### Carriera da allenatrice
Terminata la carriera agonistica, Nancy Greene ricoprì il ruolo di allenatrice della nazionale canadese fino al 1973.

### Carriera politica
Nel 2008 fu proposta come membro del Senato del Canada per la Columbia Britannica dal Primo ministro Stephen Harper ed entrò in carica il 2 gennaio 2009; militava nel Partito Conservatore del Canada e il suo mandato è terminato nel 2018, al compimento del 75º anno di età. Era membro della commissione per gli affari aborigeni e di quella per la pesca e gli oceani.

## Palmarès

### Olimpiadi
- 2 medaglie, valide anche ai fini dei Mondiali:
  - 1 oro (slalom gigante[17] a Grenoble 1968)
  - 1 argento (slalom speciale[17] a Grenoble 1968)

### Mondiali
- 1 medaglia, oltre a quelle conquistate in sede olimpica:
  - 1 oro (combinata a Grenoble 1968)

### Classiche
Arlberg-Kandahar
- 3 vittorie (discesa libera[17], slalom speciale, combinata a Chamonix 1968)

Bud Werner Memorial
- 5 vittorie (slalom gigante[17] a Vail 1967; discesa libera, slalom gigante, slalom speciale, combinata a Sun Valley 1968)

Far West-Kandahar
- 1 vittoria (slalom speciale ad Alpine Meadows 1965)

Roch Cup
- 6 vittorie (discesa libera, slalom speciale, combinata ad Aspen 1965; discesa libera[17], slalom gigante[17], slalom speciale[17] ad Aspen 1968)

SDS-Rennen
- 3 vittorie (discesa libera[17], slalom gigante[17] a Grindelwald 1967; discesa libera[17] a Grindelwald 1968)

Silberkrugrennen
- 1 vittoria (slalom speciale a Badgastein 1966)

Silver Belt
- 1 vittoria (slalom gigante a Sugar Bowl 1965)

### Coppa del Mondo
- Vincitrice della Coppa del Mondo nel 1967 e nel 1968
- Vincitrice della Coppa del Mondo di slalom gigante nel 1967 e nel 1968
- 20 podi:
  - 14 vittorie
  - 2 secondi posti
  - 4 terzi posti

#### Coppa del Mondo - vittorie
| Data             | Località     | Paese          | Specialità |
| ---------------- | ------------ | -------------- | ---------- |
| 7 gennaio 1967   | Oberstaufen  | Germania Ovest | SL         |
| 8 gennaio 1967   | Oberstaufen  | Germania Ovest | GS         |
| 11 gennaio 1967  | Grindelwald  | Svizzera       | GS         |
| 13 gennaio 1967  | Grindelwald  | Svizzera       | DH         |
| 19 marzo 1967    | Vail         | Stati Uniti    | GS         |
| 26 marzo 1967    | Jackson Hole | Stati Uniti    | SL         |
| 26 marzo 1967    | Jackson Hole | Stati Uniti    | GS         |
| 10 gennaio 1968  | Grindelwald  | Svizzera       | GS         |
| 15 febbraio 1968 | Grenoble     | Francia        | GS         |
| 23 febbraio 1968 | Chamonix     | Francia        | DH         |
| 15 marzo 1968    | Aspen        | Stati Uniti    | DH         |
| 16 marzo 1968    | Aspen        | Stati Uniti    | SL         |
| 17 marzo 1968    | Aspen        | Stati Uniti    | GS         |
| 31 marzo 1968    | Rossland     | Canada         | GS         |

Legenda:

DH = discesa libera

GS = slalom gigante

SL = slalom speciale

### Campionati canadesi
- 12 ori (slalom gigante[senza fonte] nel 1962; discesa libera, slalom speciale, combinata[senza fonte] nel 1963[19]; discesa libera, slalom gigante, slalom speciale, combinata nel 1965[19]; discesa libera, combinata nel 1966[20][senza fonte]; slalom gigante, slalom speciale nel 1968[19])

### Campionati statunitensi
- 7 podi (dati parziali):
  - 4 vittorie (discesa libera nel 1960[21]; slalom gigante[8][19], slalom speciale[8], combinata[22] nel 1965)
  - 3 secondi posti (combinata nel 1960[21]; slalom gigante[19], slalom speciale[19] nel 1961)

## Statistiche

### Podi in Coppa del Mondo
| Stagione/Specialità | Discesa libera | Discesa libera | Discesa libera | Slalom gigante | Slalom gigante | Slalom gigante | Slalom speciale | Slalom speciale | Slalom speciale | Podi totali |
| ------------------- | -------------- | -------------- | -------------- | -------------- | -------------- | -------------- | --------------- | --------------- | --------------- | ----------- |
| Stagione/Specialità | 1º             | 2º             | 3º             | 1º             | 2º             | 3º             | 1º              | 2º              | 3º              | Podi totali |
| 1967                | 1              |                |                | 4              |                | 1              | 2               |                 | 1               | 9           |
| 1968                | 2              |                |                | 4              |                | 1              | 1               | 2               | 1               | 11          |
| Totale              | 3              | 0              | 0              | 8              | 0              | 2              | 3               | 2               | 2               | 20          |
| Totale              | 3              | 3              | 3              | 10             | 10             | 10             | 7               | 7               | 7               | 20          |

## Riconoscimenti

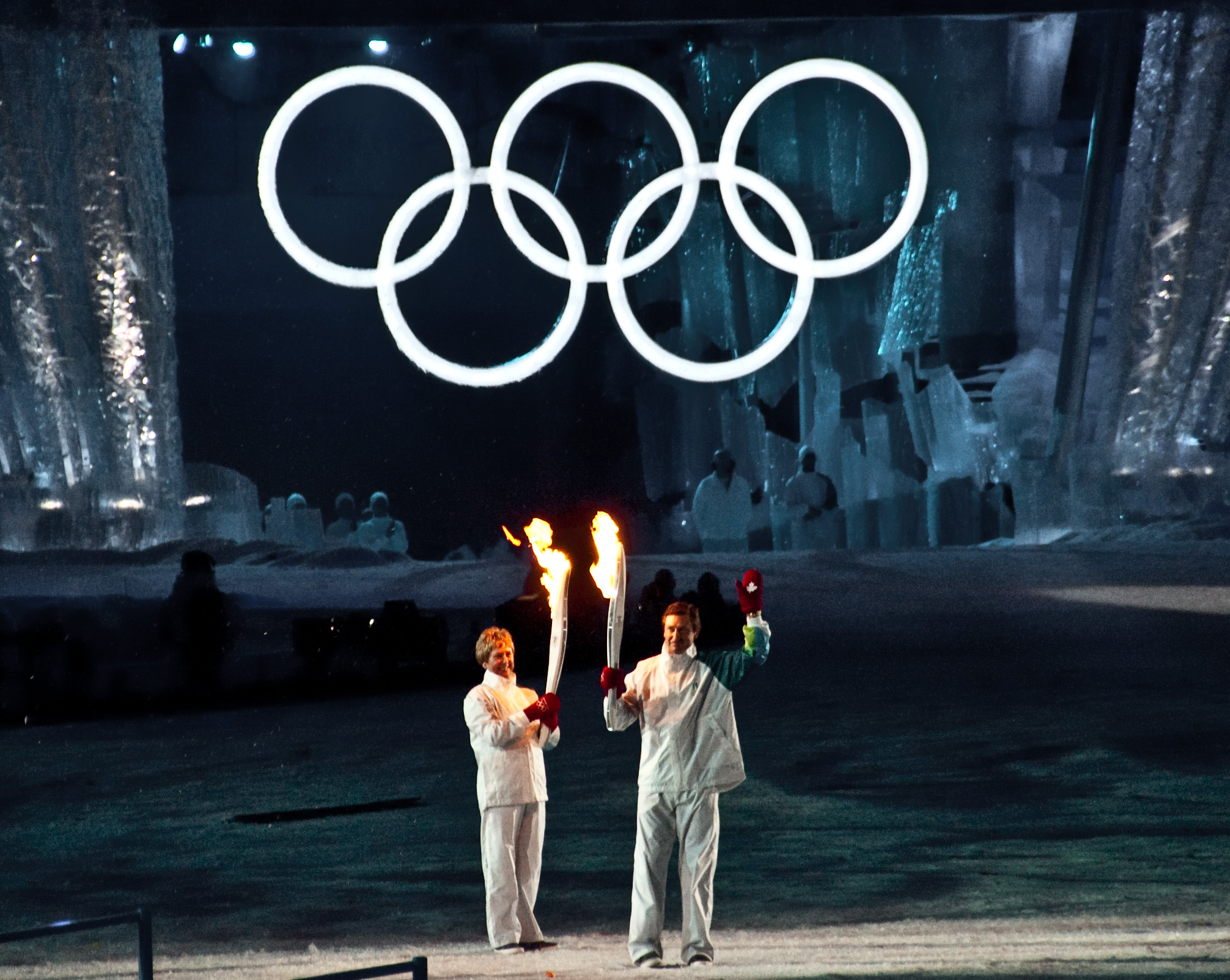
Nancy Greene e Wayne Gretzky durante la Cerimonia di apertura dei XXI Giochi olimpici invernali

È stata eletta "Donna sportiva canadese del ventesimo secolo" e le sono state riconosciute diverse onorificenze sportive e civili, come il Trofeo Lou Marsh (per due volte, nel 1967 e nel 1968). Fu tedoforo durante la Cerimonia di apertura dei XXI Giochi olimpici invernali di Vancouver 2010, durante la quale portò la fiaccola olimpica assieme al campione di hockey su ghiaccio Wayne Gretzky, ed è stata iscritta nella Canada’s Walk of Fame.